# Altsteirer
L'Altsteirer (littéralement : Vieux Styrien) est une race de poule domestique originaire d'Autriche et de Slovénie.

## Origines
La race est ancienne. Citée dès le XIIIe siècle, elle est originaire de l'ancienne région de la Styrie, à cheval entre l'Autriche et la Slovénie. Elle se développe vraiment à partir de la fin du XIXe siècle.

## Description
C'est une volaille de type fermier mi-lourd, à la poitrine large, de taille moyenne et vigoureuse. Le coq peut peser jusqu'à 3 kg ; la poule, légèrement plus petite pèse entre 2 et 2,5 kg. La crête est simple et les oreillons sont blancs.

## Élevage
La race est élevée pour une production mixte : viande et œufs. La chair du chapon est appréciée.
La poule pond des œufs à la coquille blanc ivoire et pesant 55 g. Lors de sa première année de ponte, elle peut pondre jusqu'à 245 œufs mais sa moyenne annuelle, tout au long de sa vie, sera de 180 œufs,.
Race de ferme, elle est avant tout adaptée pour un élevage extensif en plein air. Par son faible effectif, elle fait partie des races présentant un risque de consanguinité et risquant de disparaitre.
En Slovénie, selon la base DAD-IS, sa population avoisine les 1 000 individus au début des années 2000. En 2024, elle est de 2 050 individus.

## Variété naine
L'Altsteirer existe également sous une forme naine. Créée en Allemagne, le coq pèse 900 g et la poule 800 g. Les œufs pèsent 35 g et la ponte annuelle peut atteindre 160 œufs.

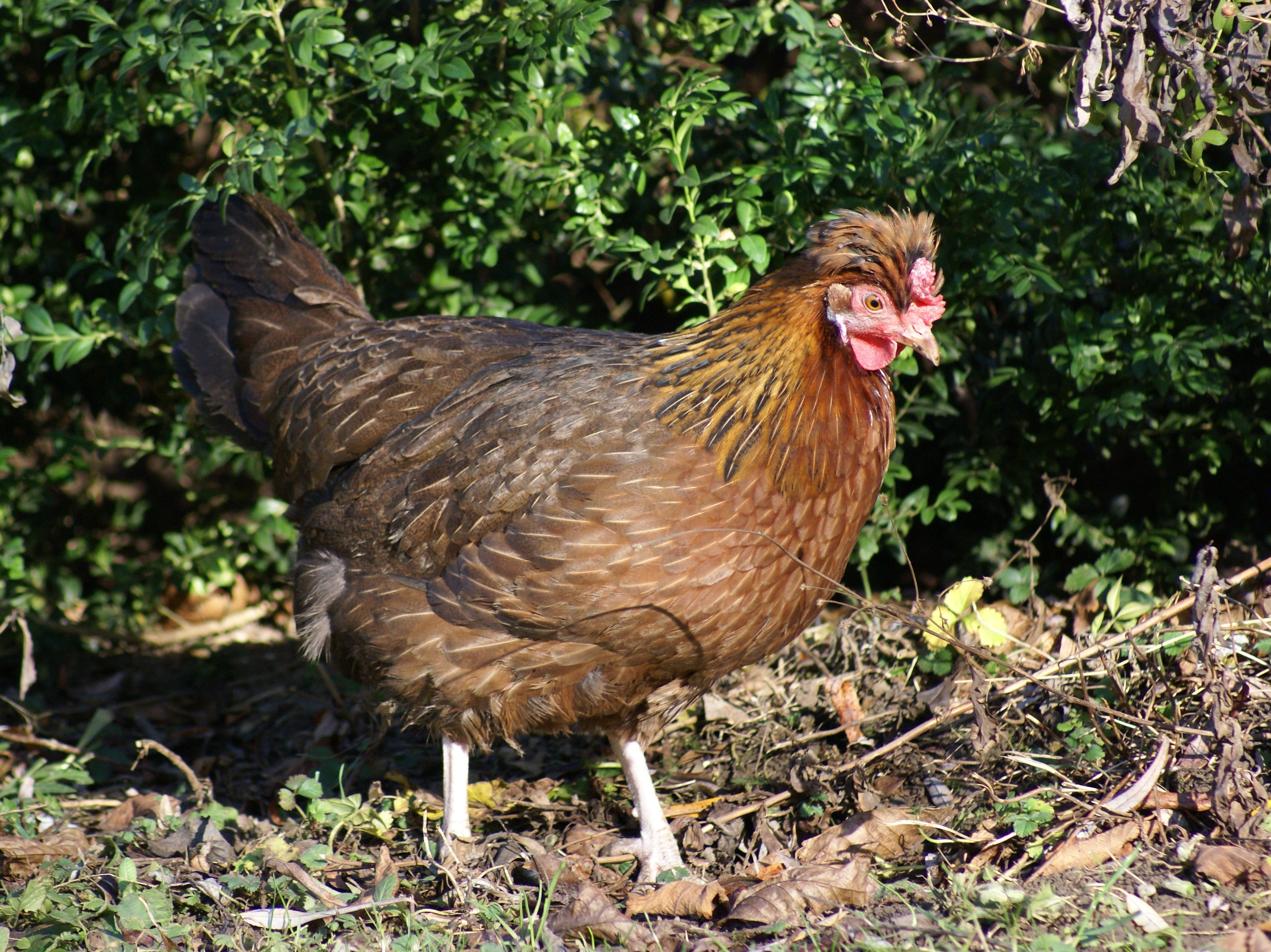
Poule.
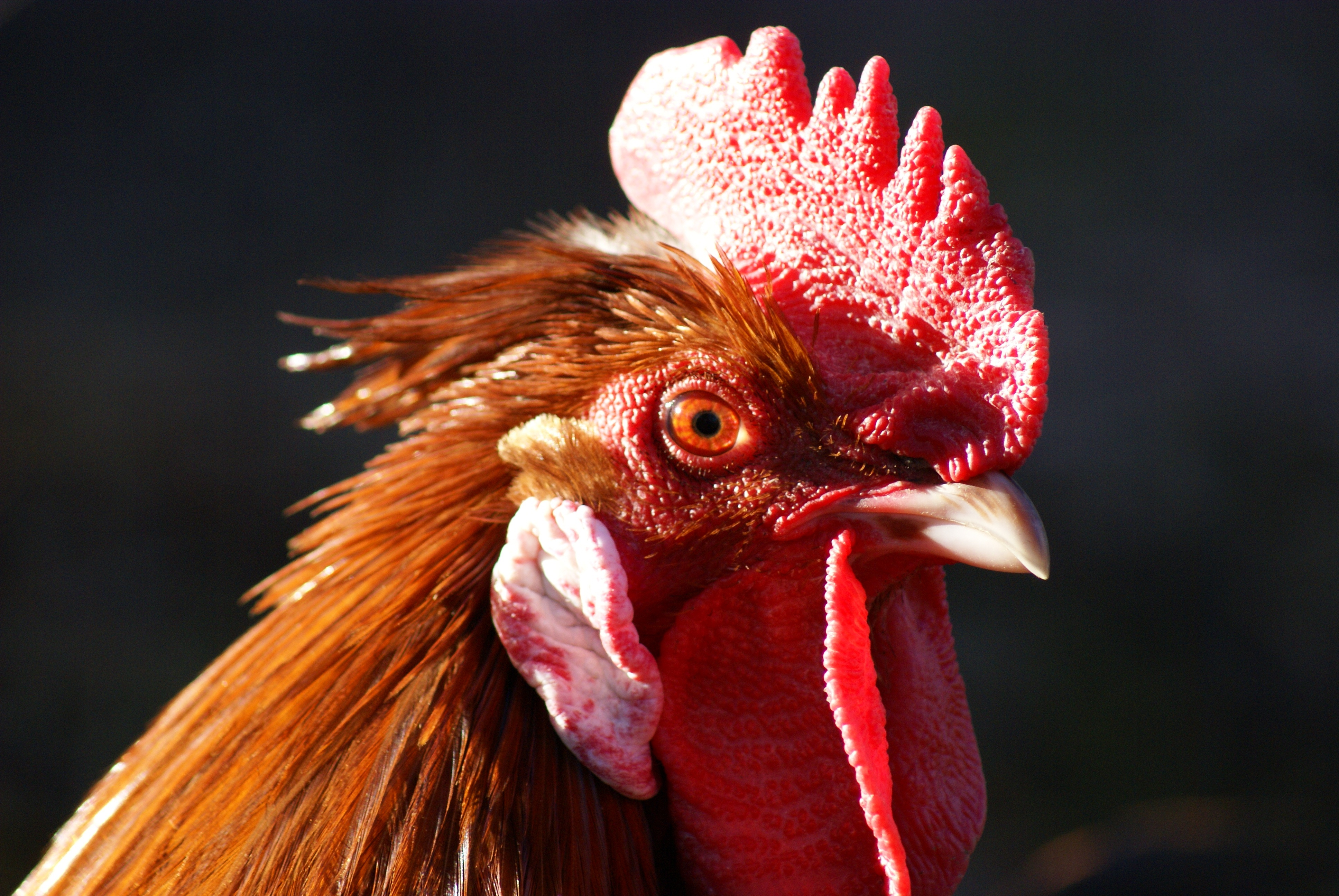
Détail de la tête.
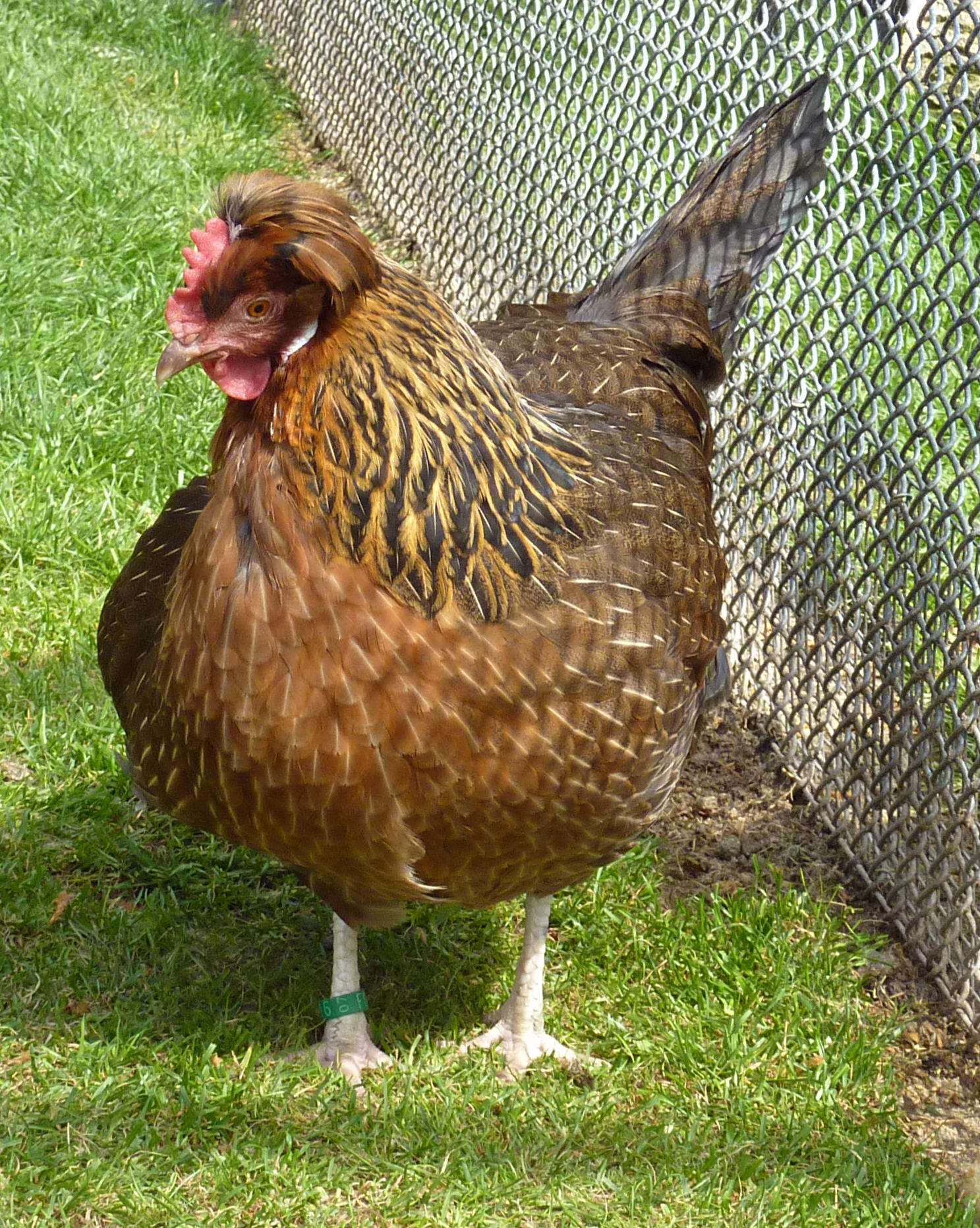
Poule.
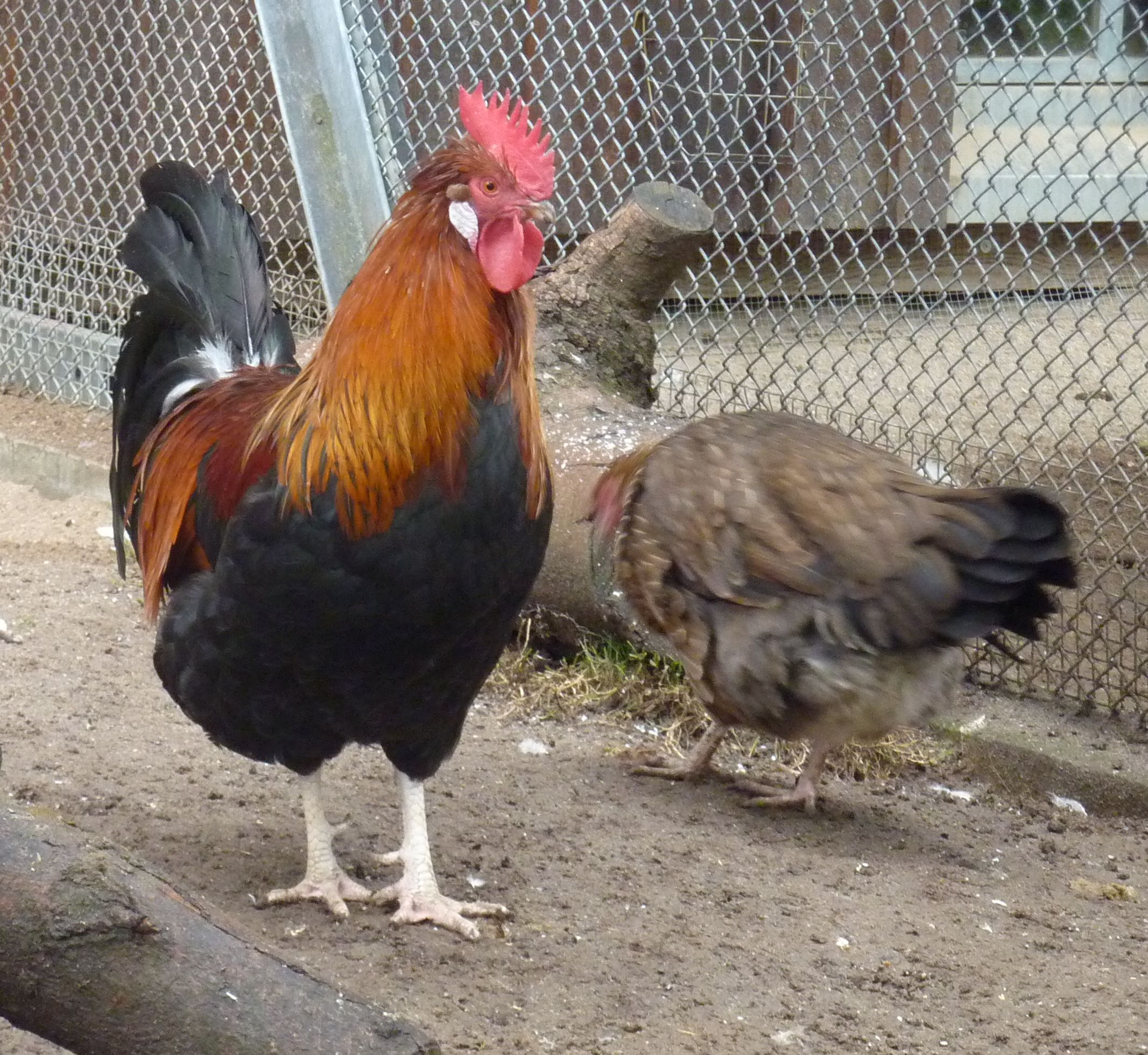
Coq et poule.

### Sources
- Le Standard officiel des volailles (Poules, oies, dindons, canards et pintades), édité par la S.C.A.F.